# Yoshihisa Ashikaga
Yoshihisa Ashikaga (jap. 足利義尚 Ashikaga Yoshihisa; ur. 11 grudnia 1465, zm. 26 kwietnia 1489) – dwudziesty szósty siogun w dziejach Japonii, dziewiąty siogun siogunatu Ashikaga (okres Muromachi). Syn Yoshimasy Ashikagi. Sprawował władzę w latach 1473–1489.

## Życie
Jego ojciec, ósmy siogun Yoshimasa w wieku 30 lat nie miał następcy, więc w 1464 adoptował swojego młodszego brata Yoshimiego Ashikagę i wyznaczył swym następcą. W 1466 Tomiko Hino urodziła jednak siogunowi syna o imieniu Yoshihisa. Doprowadziło to do konfliktu o sukcesję, który w 1467 przerodził się w wojnę Ōnin.
W czasie wojny, w 1473 Yoshimasa abdykował, przekazując urząd synowi Yoshihisie. W 1489 Yoshihisa został zabity w Ōmi przez Takayoriego Rokkaku podczas kampanii wojennej przeciwko Takayoriemu Sasaki. Nie posiadał spadkobiercy, więc jego następcą został kuzyn Yoshitane Ashikaga, syn Yoshimiego, którego Yoshimasa adoptował w tym samym roku na znak zgody ze swoim bratem.

## ErybakufuYoshihisy
Lata rządów siogunów dzielone są na ery zwane nengō.
- Bunmei (1469-1487)
- Chōkyō (1487-1489)